# Guadalmez
Guadalmez – gmina w Hiszpanii, w prowincji Ciudad Real, w Kastylii-La Mancha, o powierzchni 71,99 km². W 2011 roku gmina liczyła 906 mieszkańców.